# Alessandro Vaccaneo
Alessandro Vaccaneo, italijanski general, * 14. julij 1883, † 31. januar 1945.